# Radiosupeł
Studenckie Centrum Radiowe Radiosupeł – organizacja studencka założona w 1951 r. przy Akademii Medycznej w Białymstoku (obecnie Uniwersytet Medyczny w Białymstoku). Najstarsze radio studenckie w Polsce. Program tworzy kadra niezawodowa – stowarzyszeni w Radiosuple studenci wszystkich wydziałów UMB. Radiosupeł nadaje swój program 24 godziny na dobę na platformie internetowej radiosupel.pl na terenie UMB. Siedziba organizacji znajduje się w Domu Studenta nr 1 przy ulicy Akademickiej 3 w Białymstoku.

## Historia
Studenckie Centrum Radiowe „Radiosupeł” powstało w 1951 roku jako pierwsze w Polsce radio studenckie. Powstawały w nim audycje nagradzane na ogólnopolskich konkursach. Prowadzono serwisy informacyjne i bloki tematyczne. Swoje miejsce znalazły redakcje: publicystyczna, kulturalna i rozrywkowa. Sprzęt, na którym pracowano początkowo w rozgłośni (np. magnetofony szpulowe) był niskiej jakości i był często awaryjny. Dawniej Radiosupeł mieścił się w dwóch małych pomieszczeniach. Supeł był inicjatorem Szopek Noworocznych, do których teksty pisano samodzielnie.

## Goście
W małym studio nagrań nazwanym zielonym (od koloru ścian) często przed mikrofonami siadają zapraszani goście. Wśród nich znaleźli się m.in.:
Zespoły: Akurat, Happysad, Vader, Oddział Zamknięty, Farben Lehre, Stare Dobre Małżeństwo, Judy4, Młodzieżowa Orkiestra Dęta.
Znane postacie: Marek Grechuta, Ewa Bem, Jacek Wójcicki, Kayah, Grzegorz Turnau, Andrzej Bogdan (malarz), prof. Zbigniew Religa, lek. stom. Anna Jakubowska (przewodnicząca komisji kultury Okręgowej Izby Lekarskiej w Białymstoku), Maciej Aronowicz (autor tomiku poezji „Elektryczna kołysanka”), Bartosz Szwed (wydawca Metal Jeers), Karolina Kossakowska (mistrzyni świata w Karate).